# خنزير البحر المألوف
خنزير البحر المألوف (الاسم العلمي: Phocoena phocoena) هو نوع من الحيتانيات، يتبع جنس خنزير البحر.